# أل هولينغسوررث
أل هولينغسوررث (بالإنجليزية: Al Hollingsworth)‏ هو لاعب كرة قاعدة أمريكي، ولد في 25 فبراير 1908 في سينسيناتي في الولايات المتحدة، وتوفي في 28 أبريل 1996 في أوستن في الولايات المتحدة.

## وصلات خارجية
- أل هولينغسوررث على موقع دوري كرة القاعدة الرئيسي (الإنجليزية)
- أل هولينغسوررث على موقعبيزبول رفرنس.كوم (الدوري الرئيسي) (الإنجليزية)
- أل هولينغسوررث على موقعبيزبول رفرنس.كوم (الدوري الثانوي) (الإنجليزية)
- أل هولينغسوررث على موقع مشجعي الرسوم البيانية (الإنجليزية)